# Табанг Молефе
Табанг Молефе (англ. Thabang Molefe, нар. 11 квітня 1979) — південноафриканський футболіст, що грав на позиції захисника. Виступав, зокрема, за клуби «Джомо Космос», «Ле-Ман» та «Орландо Пайретс», а також національну збірну ПАР.

## Клубна кар'єра
У дорослому футболі дебютував 1999 року виступами за команду клубу «Гориця», в якій провів один сезон, взявши участь у 5 матчах чемпіонату. 
Своєю грою за цю команду привернув увагу представників тренерського штабу клубу «Джомо Космос», до складу якого приєднався 2000 року. У своєму дебютному сезоні за команду з Йоганнесбурга зіграв у 13 матчах чемпіонату, у наступних сезонах виходив на поле частіше. Більшість часу, проведеного у складі «Джомо Космос», був основним гравцем захисту команди. Проте його команда не досягла значних успіхів. У 2002 році виїхав до Норвегії, але заграти в складі «Люну» не зумів й одразу ж повернувся до «Джомо Космос». За період виступів у «Джомо» найкращим досягненням команди в Національній Соккер-лізі Південної Африки стало 4-е місце в сезонах 2001 та 2002 років. Усього за «Езенкосі» зіграв у 102 матчах національного чемпіонату.
Влітку 2003 року уклав контракт з клубом «Ле-Ман», у складі якого провів наступні два роки своєї кар'єри гравця. У перший же рік свого перебування в команді «Ле-Ман» за підсумками сезону зайняв передостаннє місце в турнірній таблиці Ліги 1 й вилетів у Лігу 2. По ходу сезону вихованець «Джомо Космос» вирішив повернутися на батьківщину. Зрештою, Табанг підписав контракт з «Орландо Пайретс», в складі якого через два роки й завершив кар'єру.

## Виступи за збірну
У складі національної збірної ПАР дебютував 13 березня 2001 року в нічийному (1:1) поєдинку проти Маврикія. У 2002 році Джомо Соно включив Молефе до списку з 23-х гравців, які мали готуватися для участі в чемпіонаті світу з футболу. На мундіалі в Південній Кореї та Японії «Бафана-Бафани» зайняли 3-тє місце у своїй групі та залишили турнір. На цьому турнірі Табанг був гравцем резерву й зіграв в 1-у поєдинку, програному (2:3) іспанцям, коли на 80-й хвилині замінив Лукаса Радебе. Також брав участь у Кубку африканських націй 2004 року в Тунісі. Останній матч у складі збірної провів у червні 2004 року. Протягом кар'єри у національній команді, яка тривала 3 роки, провів у формі головної команди країни 20 матчів.
Під час товариського матчу проти збірної Англії травмував Девіда Бекхема. Сталося це у другому таймі під час ігрового зіткнення. Після заміни Девіда, капітана збірної Англії, одразу ж відвезли до лікарні, де діагностували перелом зап'ястя.